# Wei (okres Zhou)

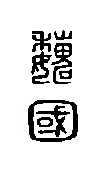
Państwo Wei - napis w piśmie małopieczęciowym, 220 r. p.n.e.

Wei – chińskie państwo w Okresie Walczących Królestw. Położone było pomiędzy państwami Qi a Qin i obejmowało ziemie wchodzące w skład dzisiejszych prowincji Henan, Hebei oraz Shanxi i Szantung. Po przeniesieniu stolicy z Anyi do Daliangu (dzisiejszy Kaifeng), Wei nazywano również państwem Liang.

## Władcy Wei
| Imię prywatne | Imię pośmiertne | Lata panowania        |
| ------------- | --------------- | --------------------- |
| Si 斯         | Wen 文侯        | 445 p.n.e.-396 p.n.e. |
| Ji 擊         | Wu 武侯         | 396 p.n.e.-370 p.n.e. |
| Ying 罃       | Hui 惠王        | 370 p.n.e.-319 p.n.e. |
| Si 嗣         | Xiang 襄王      | 319 p.n.e.-296 p.n.e. |
| Chi 遫        | Zhao 昭王       | 296 p.n.e.-277 p.n.e. |
| Yu 圉         | Anxi 安釐王     | 277 p.n.e.-243 p.n.e. |
| Zeng 增       | Jingmin 景湣王  | 243 p.n.e.-228 p.n.e. |
| Jia 假        | Jia 王假        | 228 p.n.e.-225 p.n.e. |